# Stadio Tre Fontane
Lo stadio “Tre Fontane” è un impianto sportivo multifunzione che si trova a Roma nel quartiere dell’EUR.
Prende il nome dalla zona nel quale si trova, e dalla strada sulla quale si affaccia il suo accesso principale, via delle Tre Fontane.
L’impianto, dotato di due tribune laterali in cemento per una capienza totale di 4 000 posti, fu fino al 2011 il terreno delle gare interne della Rugby Roma, compagine professionistica di rugby a 15 della Capitale, ed è parte di un più vasto insieme di installazioni sportive noto come “Complesso sportivo Tre Fontane”.
Il campo principale, già terreno del Rugby Roma dagli anni ottanta fino al 2011, è dal 2018 sede degli incontri interni di calcio della sezione femminile della Roma.

## Storia
L’impianto sorge all’estremità occidentale del complesso sportivo omonimo, costruito in occasione dei Giochi olimpici del 1960 che si tennero a Roma, e fu inaugurato nel 1959; l’intera area copre circa 170000 m² e fu progettata dall’architetto Maurizio Clerici con la consulenza strutturale degli ingegneri Pagani e Lombardi, direttori dei lavori.
L’esigenza era quella di dotare anche la zona Sud della Capitale di impianti adeguati a ospitare i Giochi olimpici per alleggerire quella settentrionale dove già insistevano opere come lo Stadio Olimpico, il Flaminio e il complesso sportivo dell’Acqua Acetosa.

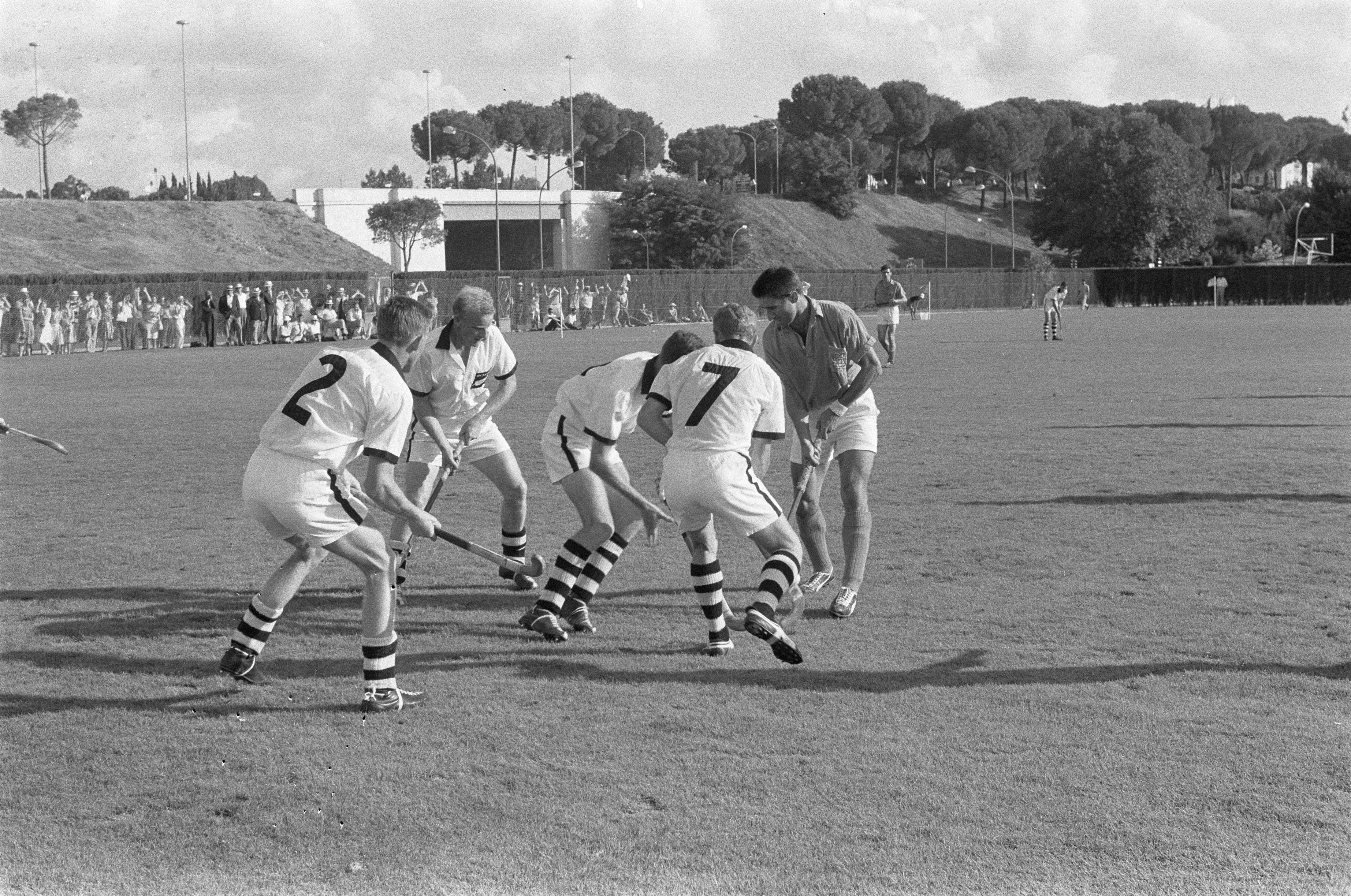
Un incontro di hockey su prato ai Giochi olimpici del 1960

Il progetto del complesso prevedeva anche altri impianti sportivi, da utilizzare per l’hockey su prato e il pattinaggio.
Durante i Giochi olimpici il complesso ospitò diversi incontri del torneo di hockey su prato.
Per tutti gli anni sessanta e fino all’apertura del centro di Trigoria nei primi anni ottanta il complesso fu utilizzato dalla società calcistica Roma come campo d’allenamento e terreno delle proprie giovanili; prima di ospitare gli incontri della prima squadra del Rugby Roma, inoltre, ospitò lo spareggio tra L’Aquila e Fiamme Oro per decidere l’assegnazione dello scudetto 1966-67, appannaggio in tale occasione del “quindici” abruzzese.
A metà anni ottanta la Rugby Roma assunse la gestione dell’impianto, che fu quello usato per la stagione regolare e le semifinali del campionato 1999-2000 che vide la conquista del quinto e più recente scudetto del club (la finale si tenne allo Stadio Flaminio).
La società continuò a utilizzare l’impianto fino al 2011, quando fu esclusa dal campionato a causa della sua situazione finanziaria.
Non esiste una gestione unitaria del complesso, di proprietà del Comune di Roma: la zona dello stadio propriamente intesa, insieme agli impianti che sorgono sul lato occidentale di via Cristoforo Colombo, è in gestione a un’associazione temporanea di imprese che vede, tra gli altri, presenti la Nuova Rugby Roma, società nata sulle ceneri della precedente esclusa nel 2011 e che, a propria volta, ha subaffittato alla Roma una parte dell’impianto, di cui la società necessita al fine di avere un campo omologato dall’UEFA per la Youth League.
La sezione orientale del complesso, invece, è in gestione al Comitato Italiano Paralimpico che dal 2013 sta intraprendendo lavori per creare una struttura multisportiva agibile sia da persone normodotate che disabili.
Per un breve periodo fino alla fine della stagione 2016-17 il “Tre Fontane” fu anche il terreno interno dei Marines Lazio, sezione di football americano della S.S. Lazio.
Con la nascita, nel 2018, della sezione femminile della Roma, il Tre Fontane fu scelto come terreno delle gare interne della squadra giallorossa.